# Enderson Moreira
Enderson Alves Moreira, genannt Enderson Moreira (* 28. September 1971 in Belo Horizonte) ist ein brasilianischer Fußballtrainer.

## Karriere
Moreira machte 1995 an der Universidade Federal de Minas Gerais seinen Abschluss in Sportpädagogik und begann beim Fußballklub América Mineiro, einem der drei großen Klubs in Belo Horizonte, als Fitnesstrainer. Im Jahr begann er bei dem Klub als Nachwuchstrainer zu arbeiten. Seine Arbeit in dem Jahr war sofort von Erfolg gekrönt, konnte er das Team doch zum ersten Erfolg des Klubs im Copa São Paulo de Futebol Júnior führen.
Bis 2011 arbeitete Moreira bei verschiedenen Klubs als Nachwuchstrainer und übernahm auch mal interimsweise den Posten als Cheftrainer. So auch in dem Jahr beim Fluminense FC in Rio de Janeiro. Hier arbeitete er als Assistenztrainer und ab dem 21. März 2011 für zwei Monate als Interimstrainer.
Noch im selben Jahr erhielt er einen Kontrakt als Trainer beim Goiás EC, um diesen in der seit Mai laufenden Série B 2011 zu betreuen. Goiás Trainer Ademir Fonseca war zurückgetreten. Der Klub auf dem 16. Tabellenplatz lag, einen vor den Abstiegsplätzen. Am Ende der Meisterschaft im November hatte er diesen auf den elften Platz geführt. Der Start in Saison 2012 war mit dem Gewinn der Staatsmeisterschaft von Goiás erfolgreich. In der anschließenden Série B 2012 führte Moreira Goiás zur Meisterschaft und sicherte diesem den Aufstieg in die Série A für 2013. In der Staatsmeisterschaft von Goias 2013 konnte der Titel verteidigt werden und in der Série A 2013 belegte man mit dem sechsten Rang einen Achtungserfolg. Eine Vertragsverlängerung lehnte er nach Abschluss der Liga ab. In seiner Zeit bei dem Klub kam der Trainer auf 85 Siege, 35 Unentschieden und 31 Niederlagen, was einer Erfolgsquote von 64 Prozent entspricht.
Zwei Tage nach Bekanntwerden seines Ausscheidens gab der Grêmio FBPA aus Porto Alegre die Verpflichtung von Moreira bekannt. Der Kontrakt erhielt eine Laufzeit bis Jahresende 2014, wurde aber am 27. Juli 2014 vorzeitig beendet. Nach dem zwölften Spieltag der Série A 2014 lag der Klub auf dem zehnten Platz. Moreira führte das Team in 36 offiziellen Spielen mit 19 Siegen, 10 Unentschieden und 7 Niederlagen an, was einer Erfolgsquote von 62,03 % entspricht. In der Staatsmeisterschaft von Rio Grande do Sul war der Klub dem Lokalrivalen SC Internacional mit 1:2 und 1:4 unterlegen, welches an sich, aber auch von der Höhe her, von Fans als Schmach angesehen wurde. Als Qualifikant in der Copa Libertadores 2013 führte Moreira das Team bis ins Achtelfinale, in dem man gegen Independiente Santa Fe mit 2:1 und 0:1 aufgrund der Auswärtstorregel ausschied.
Bereits Anfang September des Jahres erhielt Moreira einen neuen Kontrakt. Er unter bei Grêmios Ligakonkurrenten FC Santos. Dieser hatte kurz zuvor Oswaldo de Oliveira gekündigt. Santos lag nach dem 18. Spieltag auf dem 11. Rang. Am Saisonende im Dezember sprang der neunte heraus. Im Zuge der Austragung der Staatsmeisterschaft von São Paulo 2015 wurde der Trainer Anfang März entlassen, nachdem mit dem Vorstand zu Meinungsverschiedenheiten gekommen war. Noch in derselben Saison war bei zwei weitere Klubs angestellt. Zunächst bei Atlético Paranaense in der Staatsmeisterschaft von Paraná vom 16. März bis 20. April 2015 und ab 21. Mai wieder beim Fluminense FC in der Série A 2015. Hier folgte der vorzeitige Abgang im September.
Wie in Brasilien normal, waren auch seinen folgenden Engagements selten von längerfristiger Dauer. Bis zur Saison 2020 noch in der obersten Spielklasse, seitdem regelmäßig in der Série B.
Als Besonderheit war eine Anstellung bei Sporting Cristal in Peru. Diese erfolgte im November 2023. Hier ersetzte er seinen Landsmann Tiago Nunes. Dieser war kurz zuvor vom Botafogo FR verpflichtet worden. Der Kontrakt erhielt eine Laufzeit über ein Jahr. Er ging aber bereits Ende Mai 2025 zurück nach Brasilien.

## Erfolge
América Mineiro
- Copa São Paulo de Futebol Júnior: 1996
- Série B: 2017

Cruzeiro
- Copa São Paulo de Futebol Júnior: 2007

Goias
- Staatsmeisterschaft von Goiás: 2012, 2013, 2016
- Série B: 2012

Botafogo
- Série B: 2021

Sport
- Staatsmeisterschaft von Pernambuco: 2023

Avaí
- Staatsmeisterschaft von Santa Catarina: 2025

Auszeichnungen
- Bester Trainer der Staatsmeisterschaft von Goias: 2012
- Bester Trainer der Copa do Nordeste: 2023